# Herforder Vision
Die für das 11. Jahrhundert dokumentierte Herforder Vision gilt als die älteste bekannte Marienerscheinung nördlich der Alpen. Der Legende nach soll an einem 19. Juni, dem Tag der Heiligen Gervasius und Protasius, einem Schäfer auf dem Luttenberg die Jungfrau Maria erschienen sein.

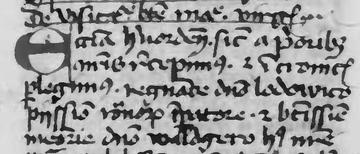
Ausschnitt aus einem Visionsbericht des 10. Jahrhunderts

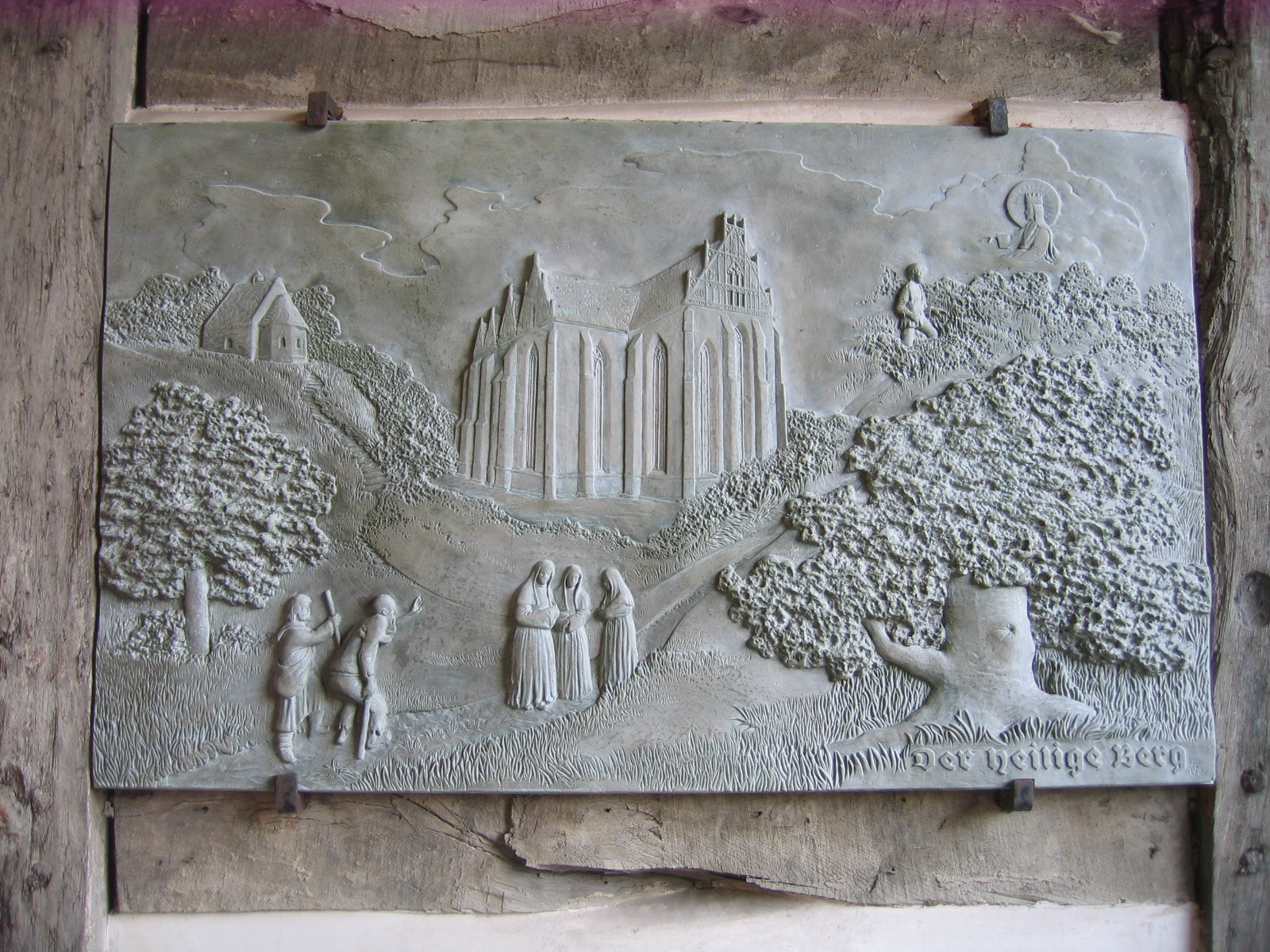
Die Marienerscheinung auf einem Relief am Freien Hof

## Jahr der Erscheinung
Das Jahr, in dem sich die Vision ereignet haben soll, ist nicht genau bekannt. Einige Quellen sprechen von 940, in anderen Unterlagen wird berichtet, dass die Nachricht zwischen 926 und 973 wie ein Lauffeuer durch Europa ging. Möglich ist auch, dass die Erscheinung erst im Jahre 1011 stattfand.

## Die Legende

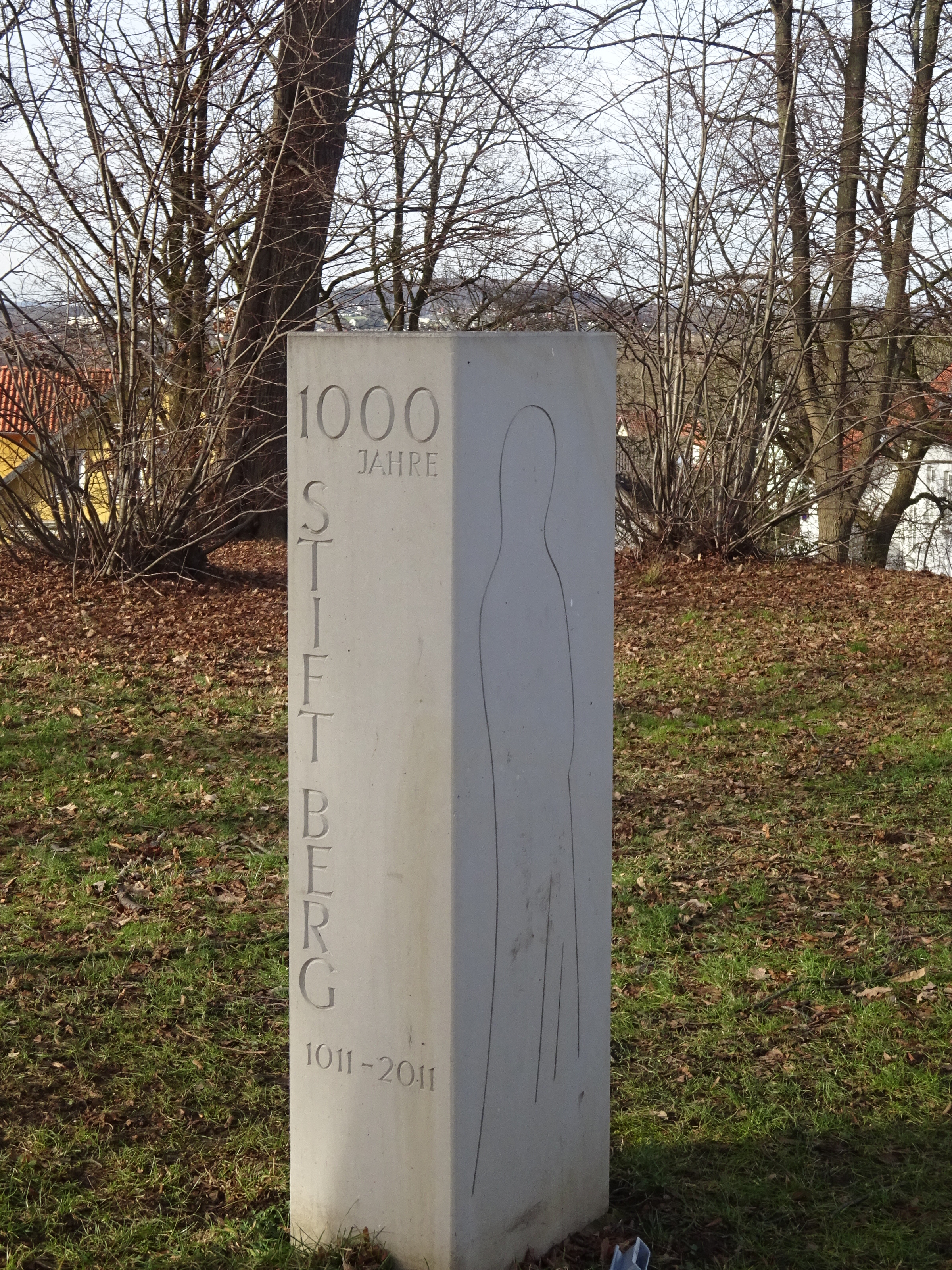
Gedenkstein 1000 Jahre Marienerscheinung auf dem Luttenberg

Für die Legende gibt es unterschiedliche Versionen. Entweder handelte es sich um einen Hirten oder Schäfer, der auf dem Herforder Luttenberg seine Schafe hütete, oder um einen Bettler, genauer gesagt um einen armen und körperlich schwachen Mann, der sich auf dem Weg zum Herforder Kloster befand, wo er um eine milde Gabe bitten wollte.
Plötzlich erschien ihm die Jungfrau Maria in einem strahlenden Lichtermeer. Sie gab ihm eine Botschaft an die Äbtissin des Herforder Frauenstiftes, die aus zwei Teilen bestand: Statt der Prachtentfaltung beim Wiederaufbau des durch die Ungarn zerstörten Klosters solle sie für das geistige Leben Sorge tragen und die Ordensregeln beachten, damit die Gemeinschaft der Nonnen wieder erstarke. Außerdem solle an der Stelle der Erscheinung ein Ort des Gedenkens entstehen, die später gebaute Herforder Marienkirche. Zur Kennzeichnung des Ortes sollte der Mann ein Holzkreuz aus einem Ast anfertigen. Als Zeichen der Wahrhaftigkeit versprach Maria, in Form einer weißen Taube auf dem Kreuz zu sitzen, sobald die Nonnen erschienen.
Natürlich glaubten die Nonnen dem Mann nicht und legten ihn in Ketten. Als er jedoch die Feuer- und Wasserprobe unbeschadet überstand, gingen sie doch auf den Luttenberg und fanden die Aussage des Mannes bestätigt. Auf dem Kreuz saß wirklich eine weiße Taube. Reumütig gelobte die Äbtissin Besserung und versprach sofort mit dem Bau der Kirche zu beginnen. Noch lange sollen die Ketten des visionären Knaben in der Marienkirche zu sehen gewesen sein.
In einer anderen Version ist Maria dem Mann auf einem Baum in Gestalt einer Taube erschienen. Der Stumpf dieses Baumes befindet sich innerhalb des Altars der Marienkirche. Er galt als wundertätig und sollte gegen Zahnschmerzen helfen. In einer Urkunde von 1262 wird der Opferstock neben dem Baumstumpf erwähnt, an dem Pilger reiche Opfergaben niederlegten. Vor dem Tor der Kirche hingen Krücken geheilter Kranker. Bis 1712 befand sich eine bildliche Darstellung der Vision an der Südwand der Kirche.
Bis zum Jahr 1000 waren aus der gesamten Christenheit nur 30 Marienerscheinungen überliefert, die meisten aus Byzanz und Südeuropa. Die siebenundzwanzigste war die Herforder Vision.

## Geschichte des Stifts und der Kirche auf dem Berge
Nach der Marienerscheinung gründete Godesdiu, die von vor 1002 bis nach 1040 Äbtissin des Stifts in der Innenstadt war, auf dem Berg für Damen des niederen Adels das Stift auf dem Berge als Tochterkloster des Stifts Herford. Es befand sich bis zur Säkularisation im Bereich der Marienkirche.
Wann die erste Kirche am Ort der Marienerscheinung gebaut wurde, ist nicht eindeutig geklärt. Wahrscheinlich war es das Jahr 1011. Die erste kreuzförmige Kirche soll im Jahre 1017 oder 1018 vom Paderborner Bischof Meinwerk geweiht worden sein. Zeitweise ging man aber auch von 1325 als Jahr der Weihe aus. Der heutige Bau der Marienkirche entstand zwischen 1290 und 1350.
Die Gegend um die Kirche heißt heute Stiftberg.
Während die Reformation in der Stadt Herford 1529/1530 (siehe Einführung der Reformation in Herford) und im Stift Herford 1533 eingeführt wurde, erreichte die Reformation den Stiftberg mit Stift und Kirche erst 1548. Ab 1622 wurden Kirchenbücher eingeführt und 1790 verlieh die Äbtissin den Stiftsdamen auf dem Berge ein eigenes Ordenskreuz.
Ab 1802 drohte die Säkularisation. Die Stiftsverwaltung wurde auf einen Justizkommissar übertragen. 1803 behielt sich der preußische König noch die Entscheidung über die Zukunft des Stifts vor. Am 1. Dezember 1810 erfolgte die Aufhebung des Stifts unter dem König des Königreichs Westphalen, Jérôme Bonaparte. Nach der Säkularisation wurde die Gemeinde Stiftberg noch stärker in die Verwaltung der Stadt einbezogen.

## Kirmes, Visionsspiel und Festumzug

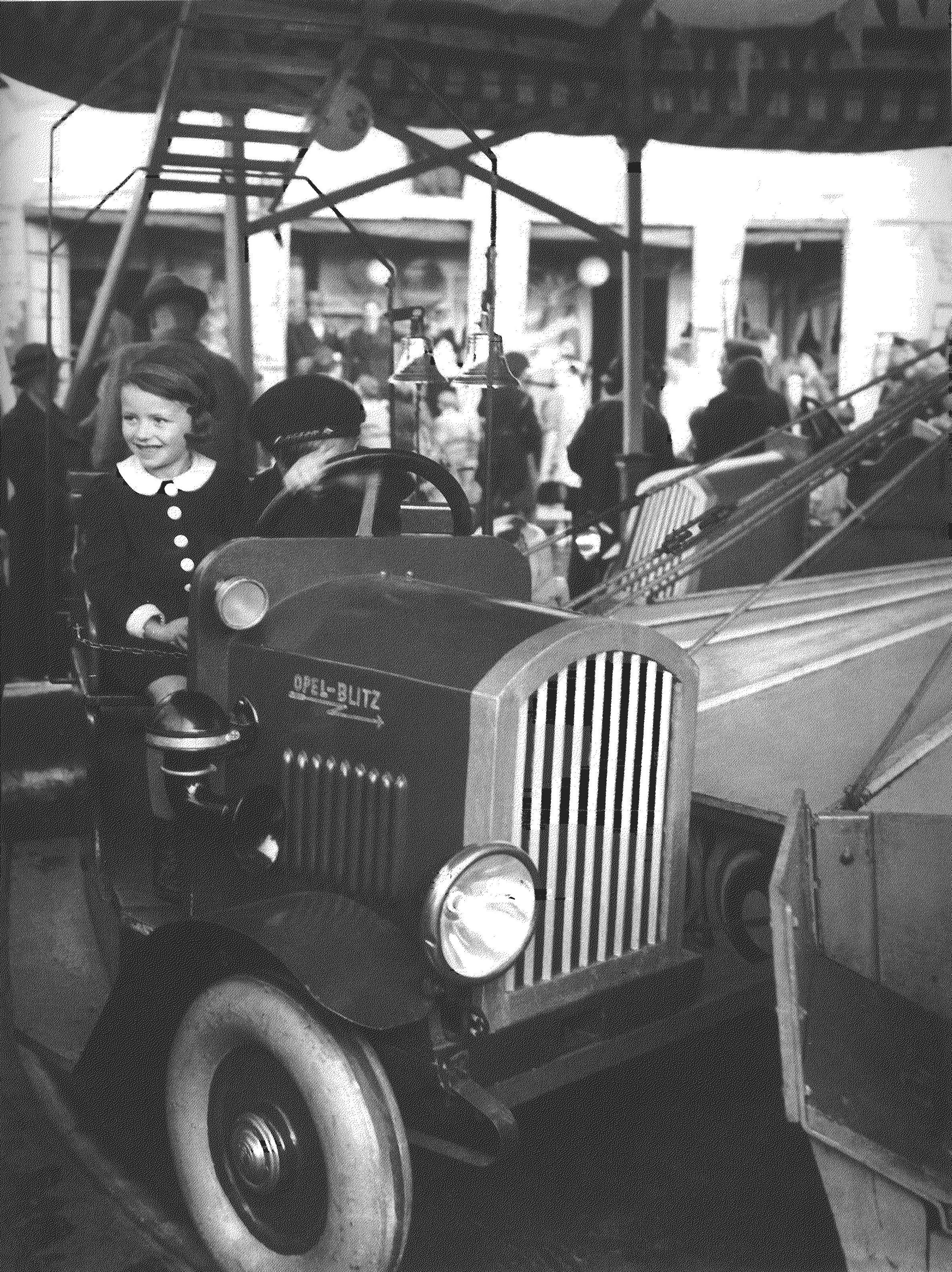
Kirmes in den 1930er Jahren

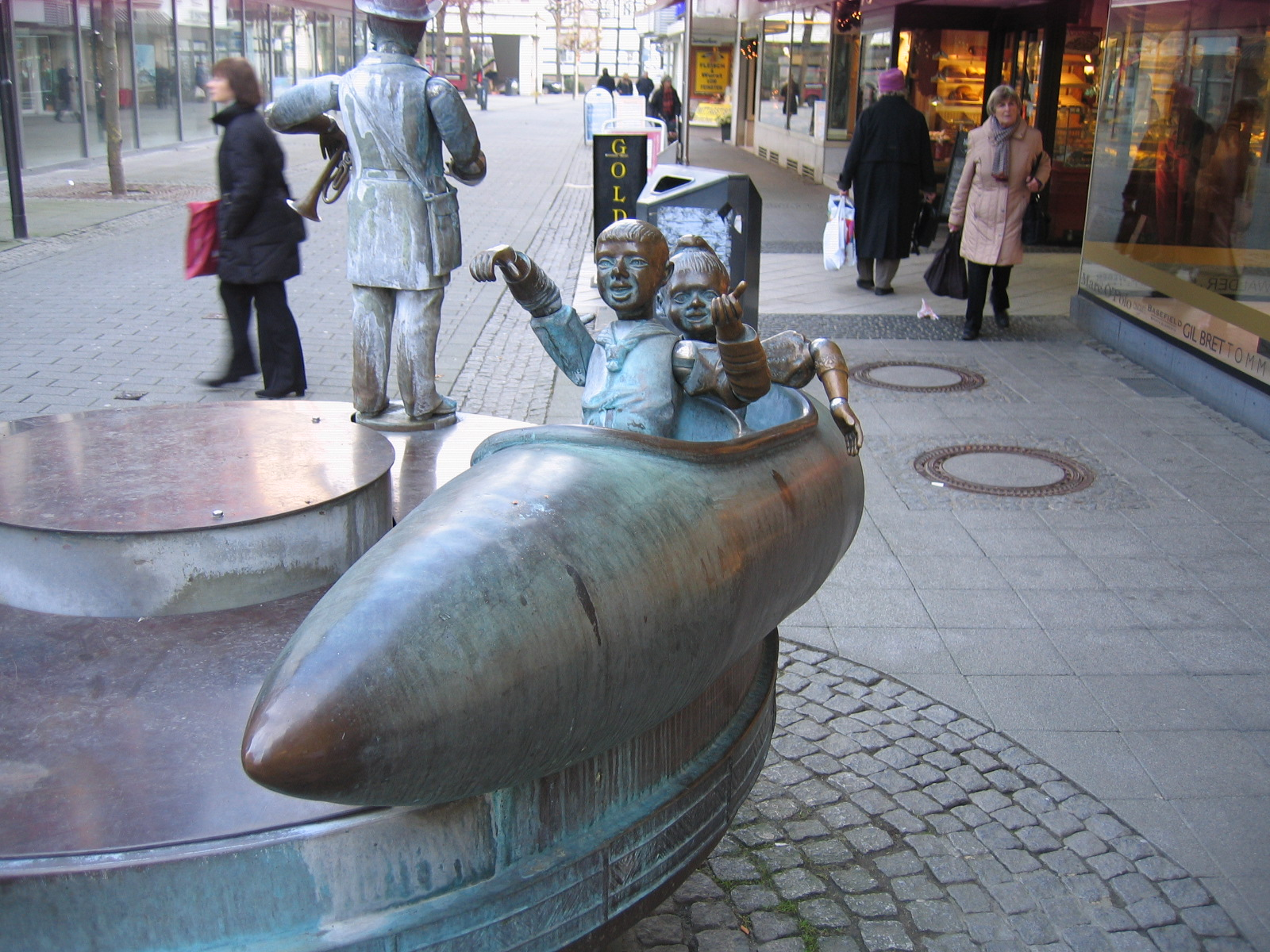
„Kirmesrakete“ auf dem Jahrhundertbrunnen in der Herforder Innenstadt

Zum Gedenken an die Marienerscheinung fand bis 2010 jedes Jahr im Juni eine große Kirmes statt, die ebenfalls Herforder Vision genannt wurde. Sie war damit eines der ältesten deutschen Volksfeste, die ihren Ursprung in einem kirchlichen Ereignis hatte.
Entwickelt hatte sich die Kirmes aus einem Jahrmarkt, der zunächst rund um die Marienkirche ausgerichtet wurde. Weitere Standorte waren in den 1870er bis 1880er Jahren der Pagenmarkt, die Schützenwiese zwischen Garten- und Visionstraße sowie anschließend der Alte und Neue Markt. Von 1910 bis 1957 wurde die Vision auf dem Lübberbruch ausgerichtet, bis dort das Stadttheater und das Ravensberger Gymnasium gebaut wurden. Von 1958 bis 2007 wurde die Kiewiese gegenüber dem Ludwig-Jahn-Stadion und dem Freizeitbad H2O genutzt. Von 2008 bis 2010 wurde die Kirmes im Bereich Herforder Münster, Rathaus und Alter Markt ausgerichtet.
Von 1999 bis 2010 fand am ersten Kirmessamstag auf dem Luttenberg ein Visionsspiel, in dem die Geschehnisse der Marienerscheinung nachgespielt wurden, und ein ökumenischer Gottesdienst statt. Anschließend zog ein Festzug unter der Teilnahme von Herforder Einrichtungen und Vereinen zum Festplatz auf der Kiewiese bzw. in der Innenstadt. Im Jubiläumsjahr 2011 gab es unter der Beteiligung des Paderborner Erzbischofs den ökumenischen Gottesdienst, das Visionsspiel und anschließend ein Fest an der Marienkirche.

## Wallfahrten
Wallfahrtsort wurde Herford im Mittelalter, als die Pilger, insbesondere die Jakobspilger auf dem Weg nach Santiago de Compostela, in großer Zahl auf den Stiftberg kamen.
Seit 1981 gibt es regelmäßig Dekanatswallfahrten. Außerdem kommen jährlich mehr als 20 Pilgergruppen aus Westfalen und Umgebung nach Herford.
Am 12. September 1981 wurde beim Altenheim Maria Rast am Langenberg vom Paderborner Erzbischof Degenhardt eine Wallfahrtskapelle eingeweiht. Am 18. September 2005 weihte der Apostolische Nuntius Erwin Josef Ender in der Kapelle eine Doppelmadonna.